# Shaune Mogaila
Shaune Mogaila (Ga-Mashashane, 17 de junio de 1995) es un futbolista sudafricano que juega en la demarcación de extremo para el Sekhukhune United FC de la Liga Premier de Sudáfrica

## Selección nacional
Hizo su debut con la selección de fútbol de Sudáfrica el 5 de julio de 2023 en un encuentro de la Copa COSAFA 2023 contra Namibia que finalizó con un resultado de empate a uno tras un gol de Rowan Human para Sudáfrica, y de Elmo Kambindu para Namibia.

## Clubes
| Club                 | País      | Año       | Partidos | Goles |
| -------------------- | --------- | --------- | -------- | ----- |
| Highlands Park FC    | Sudáfrica | 2018-2020 | 43       | 3     |
| TS Galaxy FC         | Sudáfrica | 2020-2021 | 19       | 2     |
| Royal AM FC          | Sudáfrica | 2022-2024 | 61       | 4     |
| Sekhukhune United FC | Sudáfrica | 2024-     | 21       | 1     |